# Mi faccio la barca
Mi faccio la barca é um filme italiano de 1980, dirigido por Sergio Corbucci.
Estreou em Portugal a 21 de Maio de 1982.

## Sinopse
Piero (Johnny Dorelli) é um dentista que resolve alugar um barco para ir viajar com os filhos até à Sardenha. A ex-mulher, Roberta (Laura Antonelli) vai fazer a mesma viagem, mas num iate de luxo; só que, vendo o mau estado do barco de Piero, e preocupada com a segurança dos filhos, decide acompanhá-los e ao ex-marido. Depois de vários percalços, chegam à Sardenha, tendo a viagem contribuído para aproximar o casal. Mas na Sardenha está Alessia (Daniela Poggi), a enfermeira e amante de Piero.

## Elenco
- Johnny Dorelli: Dr. Piero Savelli
- Laura Antonelli: Roberta
- Salvatore Borghese: Marò
- West Buchanam: Navigatore solitario
- Mario Donatone como Giacinto Mario Donatone
- Christian De Sica: Attilio
- Franco Giacobini: Evaso
- Vittorio Musy Glori: Casorati
- Daniele Formica: L'ingegnere
- Alessia Massoni: Fiorella Savelli
- Marco Massoni: Claudio Savelli
- Mimmo Poli: Evaso
- Daniela Poggi: Alessia
- Helen Sterling: Lady Hamilton